# Dead Kennedys
I Dead Kennedys sono un gruppo punk rock statunitense originario di San Francisco, California.
Con la sua graffiante ironia, il gruppo ha spesso attaccato l'intero sistema politico, economico e mediatico statunitense. Musicalmente miscelano la sperimentazione della scena punk newyorchese, con l'energia californiana. L'ex cantante Jello Biafra, proprietario della Alternative Tentacles, è responsabile di molti gruppi punk sotto contratto nella sua etichetta. Il gruppo si sciolse nel 1986, ma si riformò, senza Biafra, nel 2001 per continuare a esibirsi dal vivo.

## Storia del gruppo

### Formazione (1978-1979)

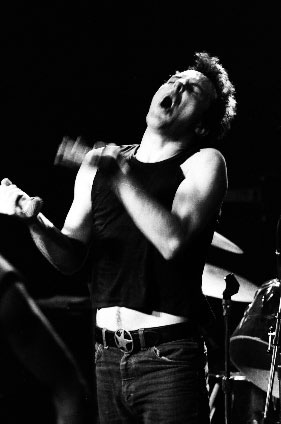
Jello Biafra

I Dead Kennedys si formarono nel giugno del 1978 dopo che il chitarrista East Bay Ray, Ray Pepperell, pubblicò un annuncio su una rivista musicale, annuncio al quale rispose il futuro cantante del gruppo Jello Biafra, interessato al punk, dopo aver visto a San Francisco sia i concerti dei The Damned che dei Sex Pistols. La formazione originale dei Dead Kennedys era composta da Jello Biafra, alias Eric Boucher, alla voce, East Bay Ray e 6025, alias Carlos Cadona, alla chitarra, Klaus Flouride, alias Geoffrey Lyall, al basso e Ted, alias Bruce Slesinger, alla batteria. Esordirono in concerto il 19 luglio 1978 al Mabuhay Gardens di San Francisco. In seguito suonarono varie volte nei locali della zona.
A causa del nome provocatorio del gruppo, spesso furono costretti a suonare con pseudonimi come, The Sharks, The Creamsicles e The Pink Twinkies. Carlos Cadona, 6025, uscì dal gruppo nel marzo del 1979 per divergenze musicali; inoltre gli venne diagnosticato un principio di schizofrenia. Nel giugno del 1979, la formazione pubblicò, per la Alternative Tentacles, il primo singolo, California Über Alles, pubblicato anche nel Regno Unito, per l'etichetta Fast Records. Il singolo venne usato quale slogan di giovani fascisti, ma in realtà fu male interpretato. In quel periodo il brano rappresentava un pesante attacco politico al governatore della California, Jerry Brown. In seguito il gruppo intraprese un proficuo tour sulla costa orientale degli Stati Uniti.
Sempre nel 1979, Biafra si candidò a sindaco di San Francisco, utilizzando il medesimo slogan della gelatina Jell-O ("C'è sempre posto per Jello", paragonabile al nostro "C'è sempre posto [in pancia] per il dolce") con una lista altrettanto ironica e imprevedibile: il suo manifesto politico includeva forze dell'ordine in abiti da clown e legalizzazione del lancio di uova come manifestazione di dissenso politico. Biafra si piazzò inaspettatamente al quarto posto su dieci candidati, ottenendo oltre 6.000 voti.

### Anni ottanta

#### 1980-1984
Il 25 marzo 1980, i Dead Kennedys vennero invitati a partecipare al Bay Area Music Awards, per donare all'evento una certa credibilità anche nei circuiti alternativi di fronte ad un pubblico composto principalmente da persone impiegate nell'industria discografica.. Il giorno del concerto venne speso dal gruppo per provare il pezzo che gli organizzatori avevano richiesto, l'hit California Über Alles. Al momento dell'esibizione il gruppo suonò però un altro pezzo, Pull My Strings, composto per l'occasione, che attaccava direttamente proprio l'industria musicale. Per via di alcuni proclami politici, per l'atteggiamento compulsivamente violento e per l'ironia nei confronti dello show-business, il gruppo non venne mai più invitato a una manifestazione del genere. Pull My Strings non venne mai registrata in studio, ma la versione eseguita ai Music Awards, la prima ed unica volta che il pezzo venne eseguito, verrà pubblicato nella raccolta postuma, Give Me Convenience or Give Me Death.
Nella primavera del 1980 registrarono e pubblicarono il secondo singolo, Holiday in Cambodia. Infine pubblicarono il loro primo album, da molti considerato il loro massimo capolavoro : Fresh Fruit for Rotting Vegetables, che raggiunse la 33ª posizione della classifica inglese.
Nel gennaio del 1981, Ted annunciò di voler lasciare la formazione, per iniziare la carriera di architetto, aiutando comunque il gruppo a cercare un sostituto. Ted suonò il suo ultimo concerto a febbraio del 1981. A rimpiazzarlo fu D.H. Peligro, alias Darren Henley. Circa nello stesso periodo, East Bay Ray fece pressioni sul resto del gruppo per firmare un contratto con la Polydor Records. Biafra disse che avrebbe lasciato il gruppo se gli altri componenti avessero deciso di firmare il contratto, nonostante lo stesso East Bay Ray avesse affermato di non voler firmare con la Polydor. La casa discografica declinò comunque l'offerta fatta al gruppo quando seppe che il nuovo singolo del gruppo sarebbe stato Too Drunk to Fuck, pubblicato nel maggio 1981. Il brano causò altri problemi al gruppo, venendo cancellata dai palinsesti della maggior parte delle emittenti radiofoniche e persino alternative. Nel Regno Unito, la BBC, ebbe il timore che la canzone potesse entrare nella Top 30. Questo evento avrebbe richiesto una performance al programma Top of the Pops. Questo però non avvenne perché il pezzo si posizionò solo alla 36ª posizione.
Con Peligro alla batteria al posto di Ted, il gruppo, nel 1981, pubblicò un EP dal titolo, In God We Trust, Inc., nel quale lo stile del gruppo mutò verso l'hardcore/thrash. Oltre alla controversa copertina, raffigurante un Cristo in croce, con la croce raffigurante una banconota da un dollaro, i testi di Biafra mostrarono un'evoluzione della componente politica e sociale, in particolare nei pezzi, Moral Majority, Nazi Punks Fuck Off e We've Got a Bigger Problem Now, con attacchi nei confronti, sia di qualsiasi religione, che del presidente Ronald Reagan. L'EP venne seguito nel 1982 dall'album Plastic Surgery Disasters, la cui copertina raffigura una mano di un bambino africano, rinsecchita a causa della fame, sostenuta dalla mano di un bianco. La foto vinse il "World Press Photo Award" nel 1981, ed è stata scattata nel distretto di Karamoja, in Uganda, da parte di Mike Wells.
La musica del gruppo si era evoluta in un periodo molto breve, passando dall'hardcore iniziale per arrivare ad un innovativo stile con musicisti e dinamiche molto lontane da altri gruppi del genere. Da questo momento il gruppo diventò in pratica una forza politica, assumendosi la responsabilità di andare contro il potere, i diritti religiosi, il presidente Ronald Reagan ed i ricchi. Il gruppo continuò poi a tenere concerti per tutti gli Stati Uniti, in Europa ed in Australia, guadagnando un vasto seguito underground. Gli impegni dal vivo nel 1983 e nel 1984 assorbirono la maggior parte del tempo, quindi il gruppo non fu in grado di pubblicare in questo periodo nuovi LP, concentrandosi sulla Alternative Tentacles, diventata sinonimo dell'etica del DIY. I Dead Kennedys continuarono comunque a creare nuovo materiale e ad eseguirlo dal vivo prima di pubblicarlo nel successivo album. Alcune di queste esibizioni possono essere viste nel video, Live at DMPO's on Broadway, pubblicato prima da Dirk Dirksen, e successivamente dalla Rhino.

#### 1985-1986

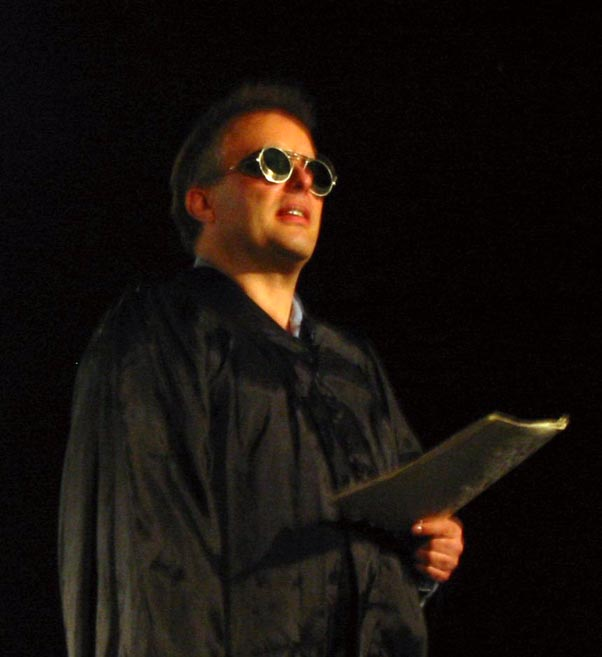
Ancora Biafra

Il disco successivo, Frankenchrist (1985), causò frizioni con il Parents Music Resource Center, così il gruppo fu costretto a ritirarlo dal mercato per pubblicarne, nel 1986, una versione censurata, priva dei disegni di Hans Ruedi Giger, considerati scabrosi. Biafra asserì che in quel periodo agenti governativi entrarono in casa sua senza alcun mandato. I componenti del gruppo vennero condannati a 14 mesi di carcere, comunque evitati con la condizionale, e al pagamento di 2.000 dollari di multa. Nonostante la versione censurata non contenesse più alcuna immagine oscena, l'album venne tolto da diversi negozi.
Nel gennaio del 1986, i Dead Kennedys decisero di sciogliersi per seguire altri interessi. Suonarono il loro ultimo concerto il 21 febbraio 1986. In estate registrarono un ultimo disco, Bedtime for Democracy, pubblicato nel novembre 1986. Il definitivo scioglimento del gruppo venne annunciato nel dicembre 1986.

## Conflitti interni
Alla fine degli anni novanta sorsero dei problemi per il pagamento dovuto al gruppo da parte dall'etichetta Alternative Tentacles. I componenti affermarono che Jello Biafra aveva cospirato per pagare meno royalty agli altri membri della formazione. Comunque, anche se entrambe le parti dissero che l'errore era dovuto ad un errato conteggio, il gruppo accusò Biafra di non aver mai rivelato questi errori.
Quelli che seguirono furono anni segnati da battaglie legali fra Biafra e gli altri componenti. A inasprire queste controversie furono le voci che volevano una reunion del gruppo senza Jello Biafra. Quest'ultimo non volle concedere loro il diritto di usare il nome Dead Kennedys, ma fu sconfitto in un processo; nel 2001 i Dead Kennedys si riformarono ufficialmente con Brandon Cruz alla voce.

## Reunion
I riformati Dead Kennedys festeggiarono la vittoria in tribunale, annunciando una serie di date live, pubblicando le ristampe di tutti i vecchi dischi e un DVD contenente diversi concerti. Inoltre, alcuni loro brani comparvero nel videogioco Tony Hawk's Pro Skater e nel film The Manchurian Candidate.
Nel 2001, Ray, Peligro e Flouride scelsero Brandon Cruz per rimpiazzare Biafra alla voce. Il gruppo suonò in alcuni concerti, col nome "DK Kennedys", per poi tornare definitivamente al nome Dead Kennedys. Il loro primo tour toccò, oltre agli Stati Uniti, l'Europa, l'Asia, il Sud America e la Russia.
Brandon Cruz lasciò il gruppo a causa di differenze di vedute stilistiche, e venne sostituito da Jeff Penalty. Hanno poi pubblicato per la Manifesto Record, due dischi live, contenenti vecchie performance.

## Formazione

### Formazione attuale
- Ron "Skip" Greer - voce (2008-presente)
- East Bay Ray - chitarra (1978-1986, 2001-presente)
- Klaus Flouride - basso (1978-1986, 2001-2010, 2011-presente)
- D.H. Peligro - batteria (1981-1986, 2001-2008, 2009-2022)

### Ex componenti
- Jello Biafra - voce (1978-1986)
- Brandon Cruz - voce (2001-2003)
- Jeff Penalty - voce (2003-2008)
- 6025 - chitarra (1978-1979)
- George Reeves - basso (2010-2011)
- Ted - batteria (1978-1981)
- Dave Scheff - batteria (2008-2009)

## Discografia

### Album in studio
- 1980 - Fresh Fruit for Rotting Vegetables
- 1982 - Plastic Surgery Disasters
- 1985 - Frankenchrist
- 1986 - Bedtime for Democracy

### Live
- 1983 - A Skateboard Party
- 2001 - Mutiny on the Bay
- 2004 - Live at the Deaf Club

### Raccolte
- 1987 - Give Me Convenience or Give Me Death
- 2007 - Milking the Sacred Cow

### EP
- 1981 - In God We Trust, Inc.

### Demo
- 1978 - The 1978 Demos

### Apparizioni in compilation
- International P.E.A.C.E. Benefit Compilation
- Faster & Louder: Hardcore Punk, Vol. 1